# Munster van Freiburg
Het Munster van Freiburg (Münster Unserer Lieben Frau) is de hoofdkerk van de Duitse stad Freiburg im Breisgau. Het gebouw is sinds 1827 in gebruik als kathedraal van het toen opgerichte aartsbisdom Freiburg. De kenmerkende 116 meter hoge open maaswerktoren geldt als een meesterwerk van gotische bouwkunst. Het munster bezit een bijzondere inventaris, bestaande uit kunstwerken uit de dertiende tot de twintigste eeuw.

## Bouwgeschiedenis
Na een brand in 1185 begon de herbouw van het munster. Het koor en dwarsschip werden in romaanse stijl voltooid. Het schip werd tussen ca. 1230 en ca. 1300 in gotische stijl herbouwd, geïnspireerd op de kathedraal van Straatsburg. Ondertussen werd tussen ca. 1270 en ca. 1340 de toren gebouwd. Ten slotte werd het romaanse koor na 1353 door een laat-gotisch koor vervangen. De bouw daarvan sleepte zich tot 1536 voort.

## Invloed in Nederland
De Oldehove in Leeuwarden zou naar voorbeeld van het munster in Freiburg gebouwd zijn. Hij had 120 meter hoog moeten worden, maar wegens funderingsproblemen werd hij niet voltooid. Het is mogelijk dat de toren van het munster van Freiburg ook als inspiratiebron voor de lantaarn van de Domtoren in Utrecht heeft gediend.

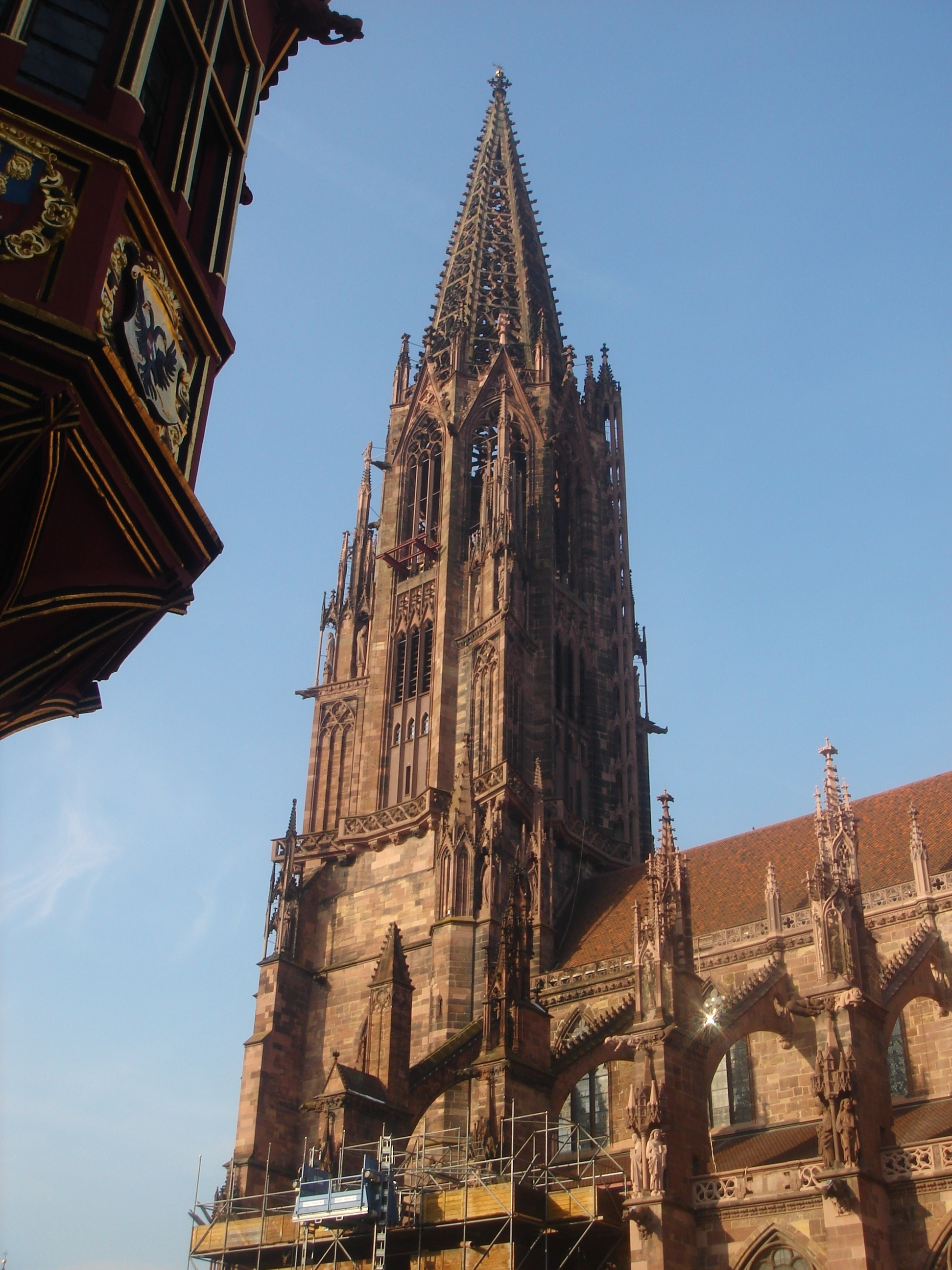
De 116 meter hoge toren
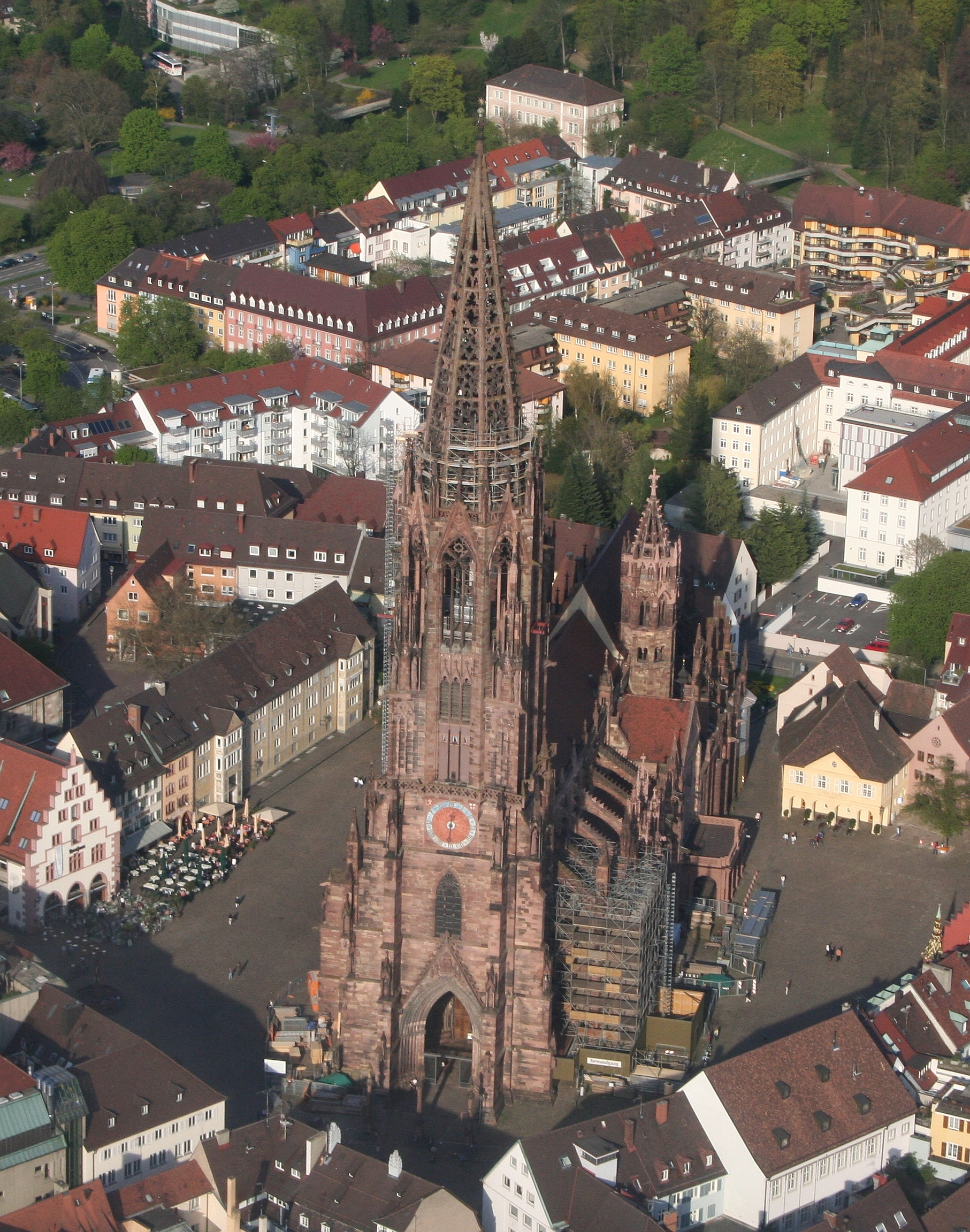
Het munster vanuit de lucht
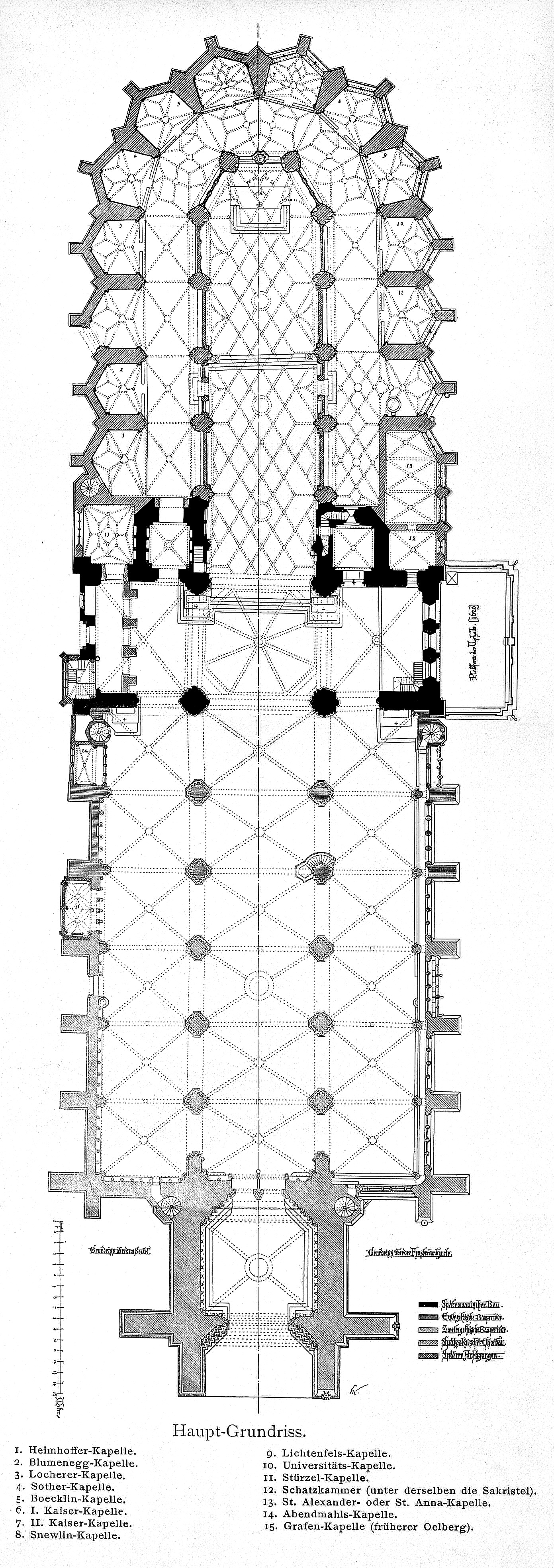
Plattegrond
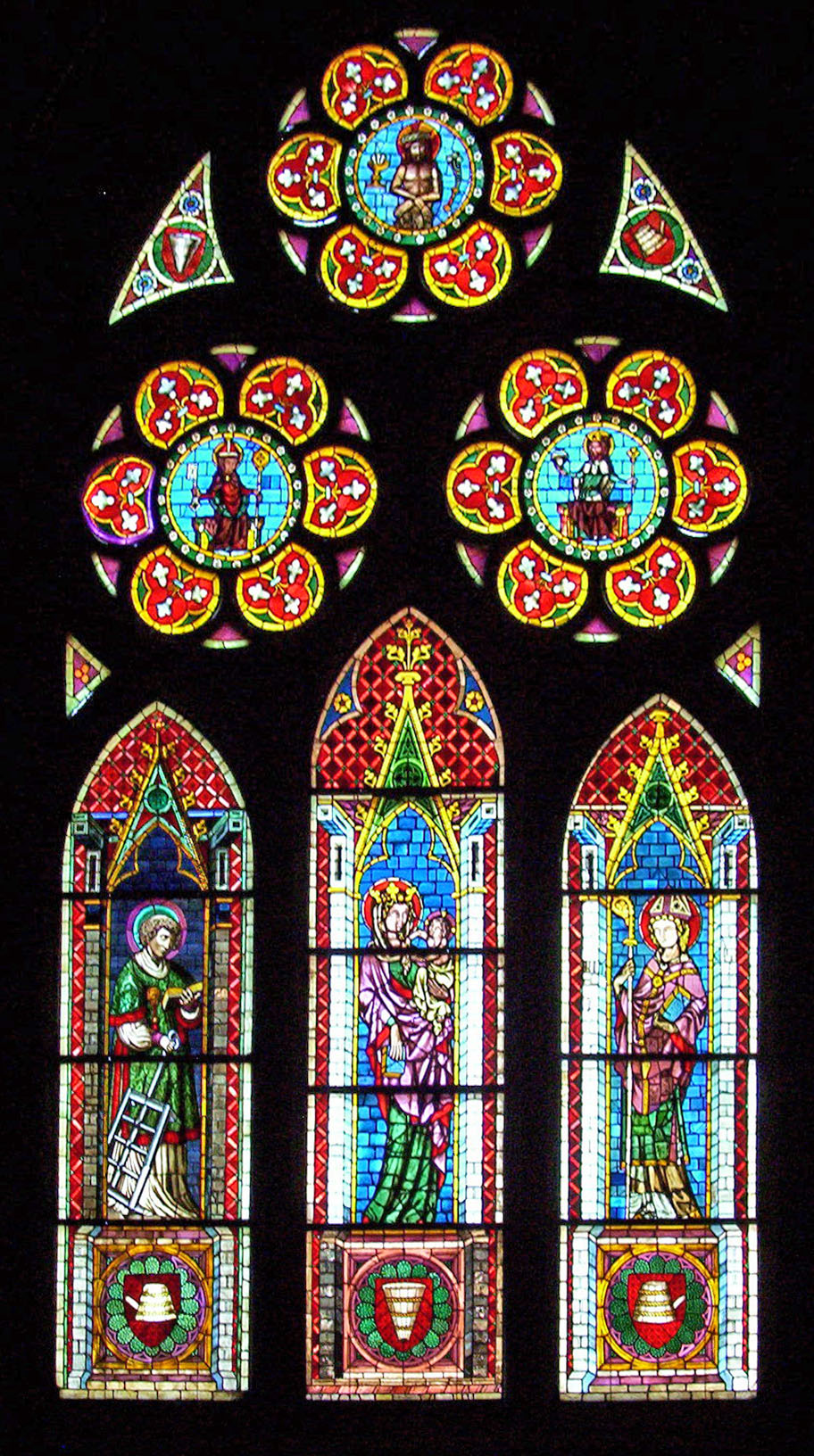
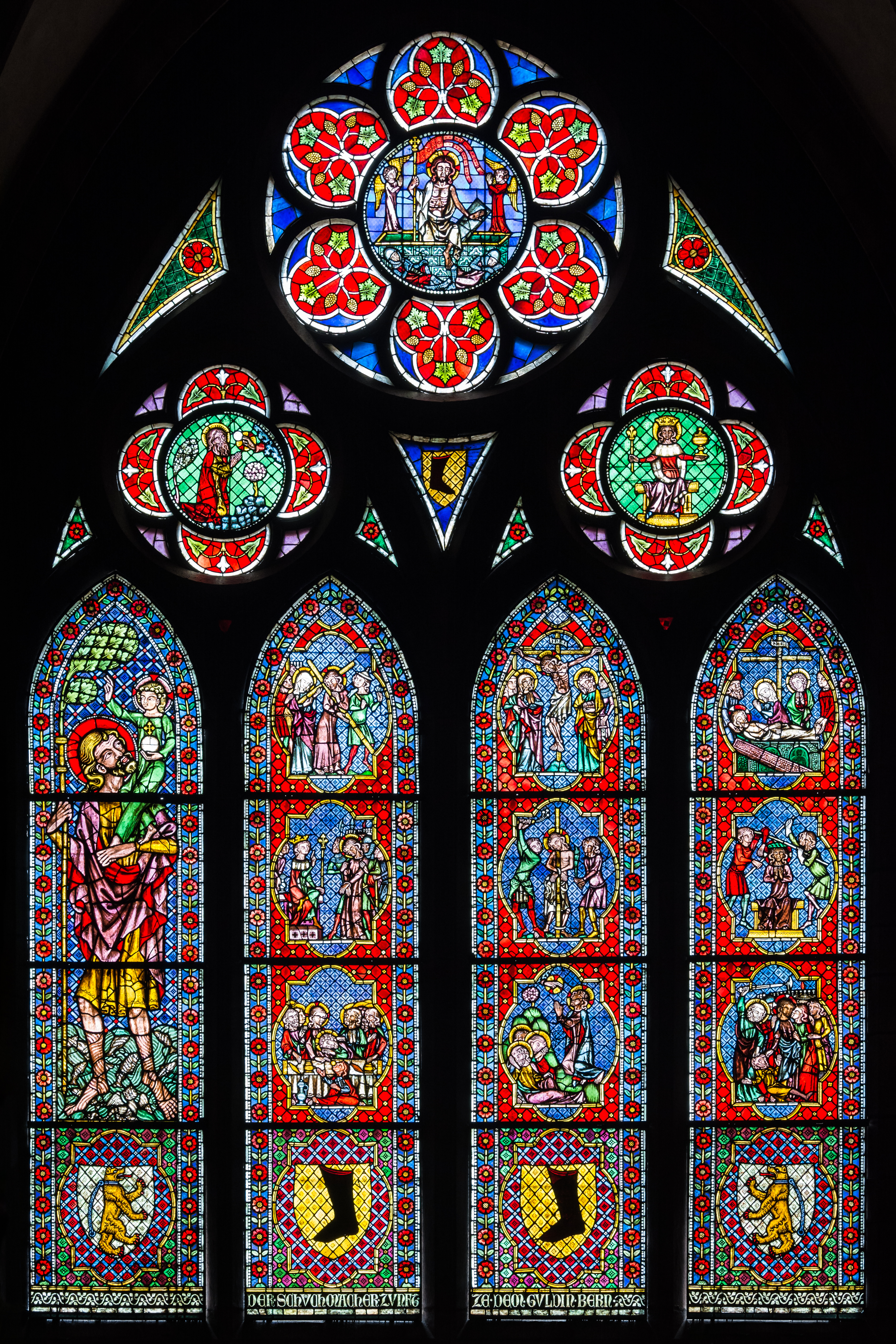
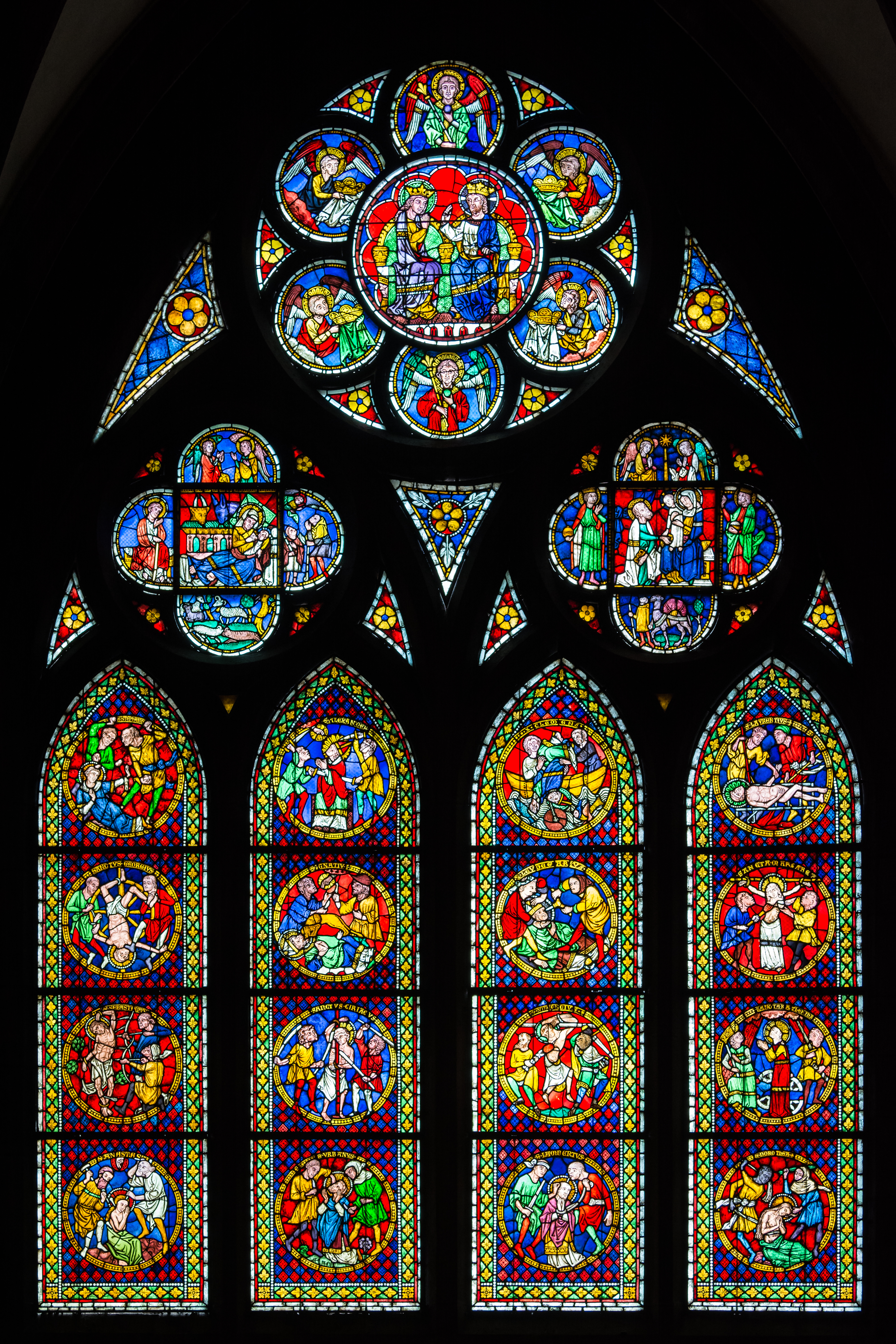
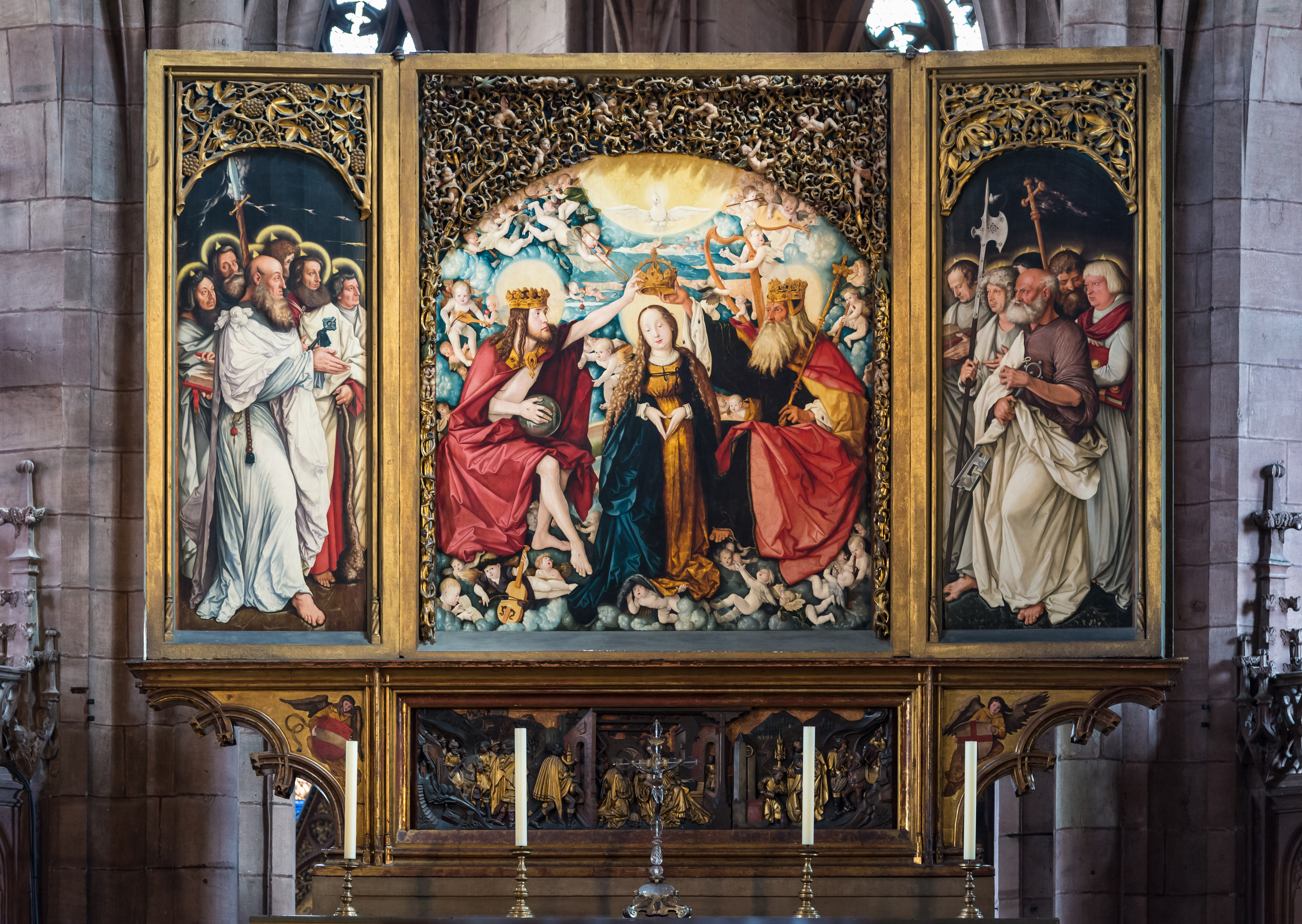
Hoogaltaar
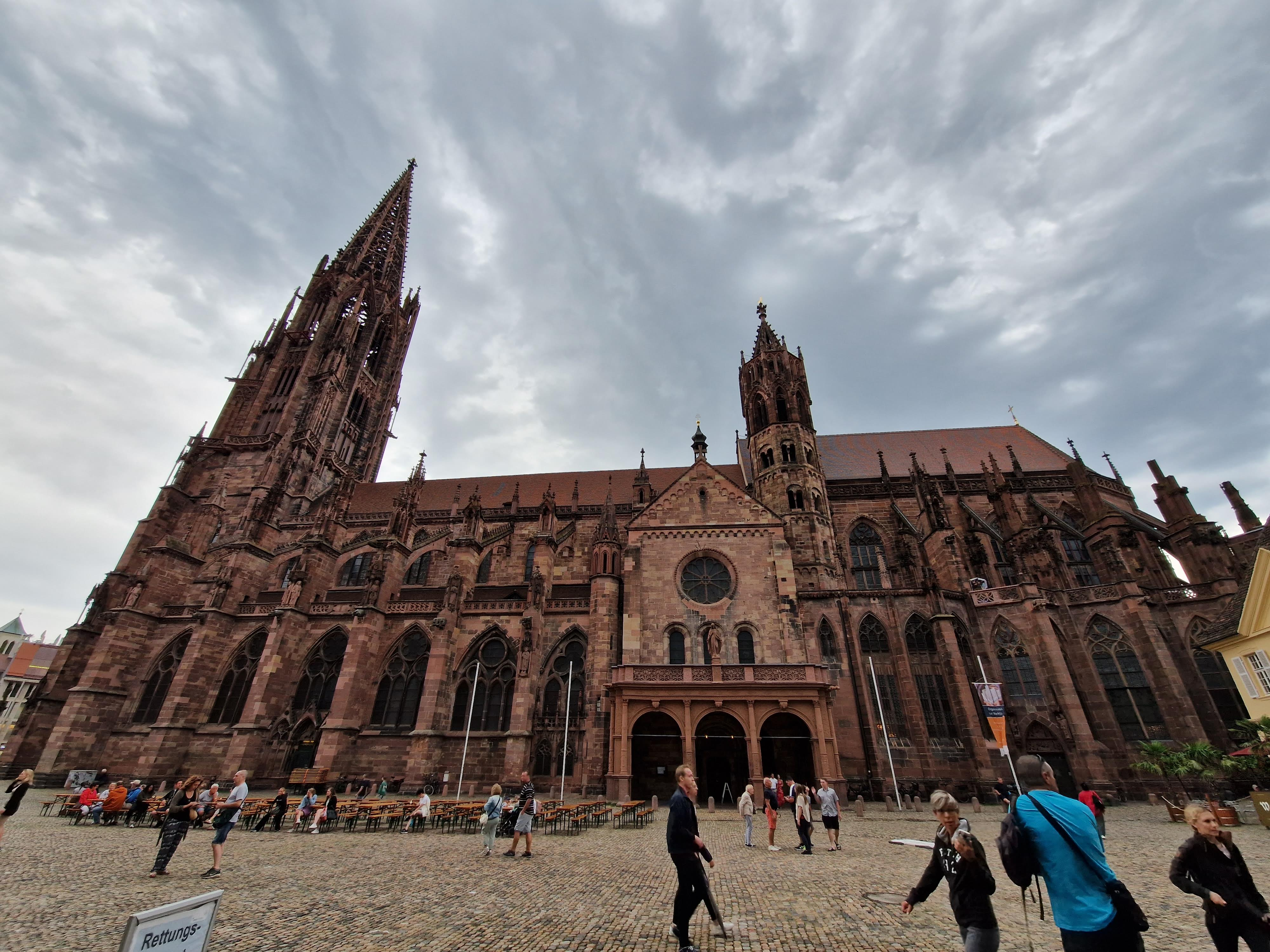
Münster in 2022